# Imja Tse
De Imja Tse is een zesduizend meter hoge berg in de Nepalese Himalaya. De berg ligt in de regio Khumbu tussen de Ama Dablam en de Lhotse.
De Imja Tse werd in 1951 Island Peak genoemd door een team onder leiding van Eric Shipton. In 1983 kreeg de berg zijn huidige naam.
De Imja Tse is een populaire oefenberg voor een beklimming van de Mount Everest. De eerste beklimming vond plaats in 1953 door een Brits team als oefening voor de Mount Everest. Tenzing Norgay was een van de klimmers van dat team.